# Rathaus Nordenham

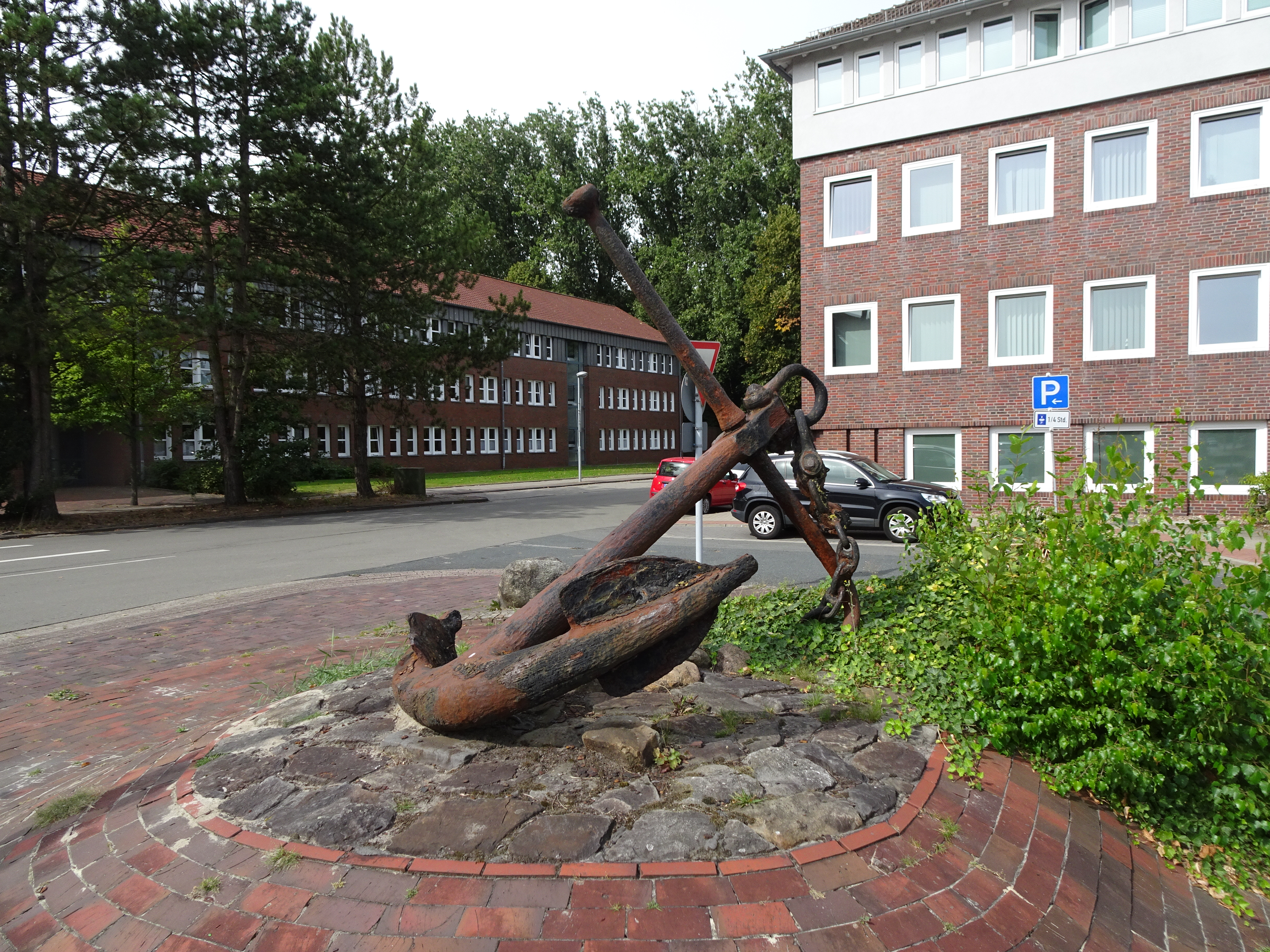
Admiralitätsanker am Rathaus Nordenham

Das Rathaus Nordenham in der Walther-Rathenau-Straße 25 im niedersächsischen Nordenham im Landkreis Wesermarsch stammt aus dem 20. Jahrhundert. Es ist das dritte Rathausgebäude nach dem Gebäude in Atens, Ludwigstraße 8, von um 1880 und dem Alten Rathaus Nordenham am Marktplatz von 1910/11.
Die ersten beiden Rathausgebäude stehen unter Denkmalschutz (siehe auch Liste der Baudenkmale in Nordenham). Der Rathausturm ist eine bekannte Landmarke in Nordenham.

## Geschichte und Beschreibung
Nachdem das Alte Rathaus am Marktplatz für die aufstrebende Stadt zu klein war, wurde das viergeschossige verklinkerte Gebäude bis 195 nach Plänen von Ernst Boyken (Oldenburg) gebaut, mit Walmdach und seinem gestalterisch abgesetzten vierten Obergeschoss.

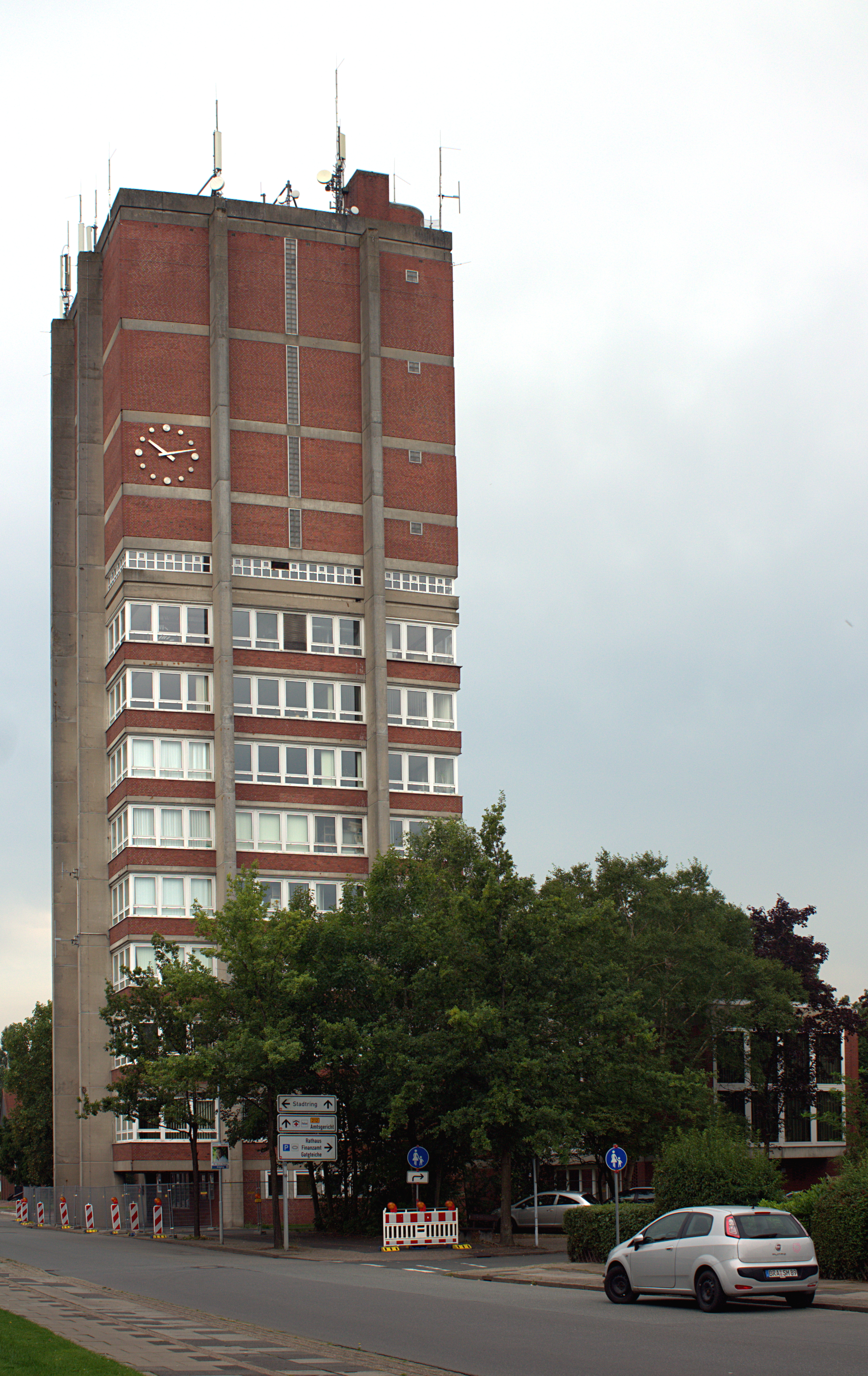
Rathausturm

Der angebaute verklinkerte städtebaulich dominante 50 Meter hohe Rathausturm entstand 1969/71 nach Plänen von Ernst Boyken für den Oldenburgischen-Ostfriesischen-Wasserverband (OOWV) als Wasserturm mit zehn unteren Bürogeschossen und dem Ratssaal sowie der großen Uhr. Damit wurde der alte Wasserturm Nordenham von 1908 ersetzt. Der untere Büroteil des Turmes musste 2017 aus Sicherheitsgründen eingerüstet werden. Ein Nottreppenhaus wurde 2023 aus brandschutztechnischen Gründen erstellt. Die Stadt plante den Turm abzureißen und schlug eine neue niedrigere Bebauung für die Verwaltung vor.
In den Stadtteilen bestehen noch Gebäude für die frühere kommunale Verwaltung mit dem ehemaligen Rathaus Einswarden von 1908 und dem ehemaligen Amtshaus Abbehausen von 1858 in Ellwürden.
Der in Nordenham gebürtige Architekt Ernst Boyken (1900–1984) entwarf u. a. auch das Rathaus Wilhelmshaven, die Stadthalle Oldenburg und die Ev. Kirche Nordenham-Einswarden.

## Rathaus
Das Rathaus der rund 26.000 Einwohner umfassenden Stadt in 35 Orts- bzw. Stadtteilen ist organisiert in die Bereiche
- Bürgermeister mit den Ämtern für Ordnung und Soziales, Bildung und Freizeit sowie Wirtschaftsförderung,
- Dezernat I mit den Ämtern für Personal und Organisation sowie für Finanzen,
- Dezernat II mit den Ämtern für die Bauverwaltung, für Stadtentwicklung und Bauordnung, für Baumanagement und für den Baubetrieb.

Nordenhams Stadtverwaltung hatte 2023 rund 100 Beschäftigte in der Stadtverwaltung sowie über 350 Beschäftigte in vielen Einrichtungen außerhalb der eigentlichen Stadtverwaltung (u. a. 8 Kindergärten, 8 Grundschulen, 11 Sporthallen, 2 Hallenbäder, 7 Ortsfeuerwehren, Stadtbücherei, Stadthalle, 3 Kinder-, Jugend- und Kulturzentren, Baubetrieb etc.).